# Giồng Trôm (huyện)
Giồng Trôm là một huyện cũ thuộc tỉnh Bến Tre cũ, Việt Nam.

## Địa lý
Huyện Giồng Trôm nằm khoảng giữa cù lao Bảo, có vị trí giáp hầu hết các huyện và thành phố trong tỉnh (trừ huyện Chợ Lách):
- Phía đông giáp huyện Ba Tri
- Phía tây giáp thành phố Bến Tre và huyện Châu Thành
- Phía nam giáp các huyện Mỏ Cày Bắc, Mỏ Cày Nam và Thạnh Phú, có ranh giới chung sông Hàm Luông
- Phía bắc giáp huyện Bình Đại, có ranh giới là sông Ba Lai.

Thị trấn Giồng Trôm là huyện lỵ huyện Giồng Trôm, nằm trên tỉnh lộ 885 từ thành phố Bến Tre đi Ba Tri. Dân số hiện tại khoảng 168.744 người. Mật độ: 542 người/km².

## Lịch sử
Vùng đất thuộc địa bàn huyện Giồng Trôm ngày nay trước năm 1945 thuộc huyện Ba Tri và huyện Châu Thành.
Sau tháng 8 năm 1945, chính quyền cách mạng đã tách một số xã của huyện Ba Tri và một số xã của huyện Châu Thành, lập một huyện mới lấy tên là huyện Tán Kế, lỵ sở đặt tại Giồng Trôm. Lỵ sở Giồng Trôm lúc ấy là một thị tứ nằm ở đoạn giữa tỉnh lộ 26 (nay là tỉnh lộ 885).
Tháng 6 năm 1956, chính quyền Việt Nam Cộng hòa đổi tên tỉnh Bến Tre thành tỉnh Kiến Hòa và lập quận Giồng Trôm, gồm 2 tổng: Bảo Lộc với 9 xã và Bảo Thạnh với 9 xã.
Sau năm 1965, các tổng mặc nhiên bị giải thể.
Ngày 26 tháng 5 năm 1966, tách xã Nhơn Thạnh nhập vào quận Trúc Giang cùng tỉnh.
Ngày 2 tháng 8 năm 1967, tách xã An Ngãi Tây nhập vào quận Ba Tri cùng tỉnh.
Sau ngày 30 tháng 4 năm 1975, Giồng Trôm trở thành huyện của tỉnh Bến Tre, gồm thị trấn Giồng Trôm và 21 xã: Bình Hòa, Bình Thành, Châu Bình, Châu Hòa, Hiệp Hưng, Hưng Phong, Long Mỹ, Lương Hòa, Lương Phú, Lương Qưới, Mỹ Thạnh, Nhơn Thạnh, Phong Mỹ, Phong Nẫm, Phú Nhuận, Phước Long, Sơn Phú, Tân Hào, Tân Thanh, Thạnh Phú Đông, Thuận Điền.

### Từ năm 1976 đến nay
Ngày 3 tháng 4 năm 1979, chia xã Hiệp Hưng thành 2 xã: Hưng Nhượng và Hưng Lễ.
Ngày 14 tháng 3 năm 1984, chia xã Tân Hào thành 2 xã: Tân Hào và Tân Lợi Thạnh.
Ngày 15 tháng 3 năm 1984, sáp nhập 2 xã: Nhơn Thạnh và Phú Nhuận vào thị xã Bến Tre.
Ngày 1 tháng 2 năm 2020, sáp nhập xã Phong Mỹ vào xã Phong Nẫm. Huyện Giồng Trôm có 1 thị trấn và 20 xã như hiện nay.

## Hành chính
Huyện Giồng Trôm có 21 đơn vị hành chính cấp xã trực thuộc, bao gồm thị trấn Giồng Trôm (huyện lỵ) và 20 xã: Bình Hòa, Bình Thành, Châu Bình, Châu Hòa, Hưng Lễ, Hưng Nhượng, Hưng Phong, Long Mỹ, Lương Hòa, Lương Phú, Lương Quới, Mỹ Thạnh, Phong Nẫm, Phước Long, Sơn Phú, Tân Hào, Tân Lợi Thạnh, Tân Thanh, Thạnh Phú Đông, Thuận Điền.

## Kinh tế - xã hội

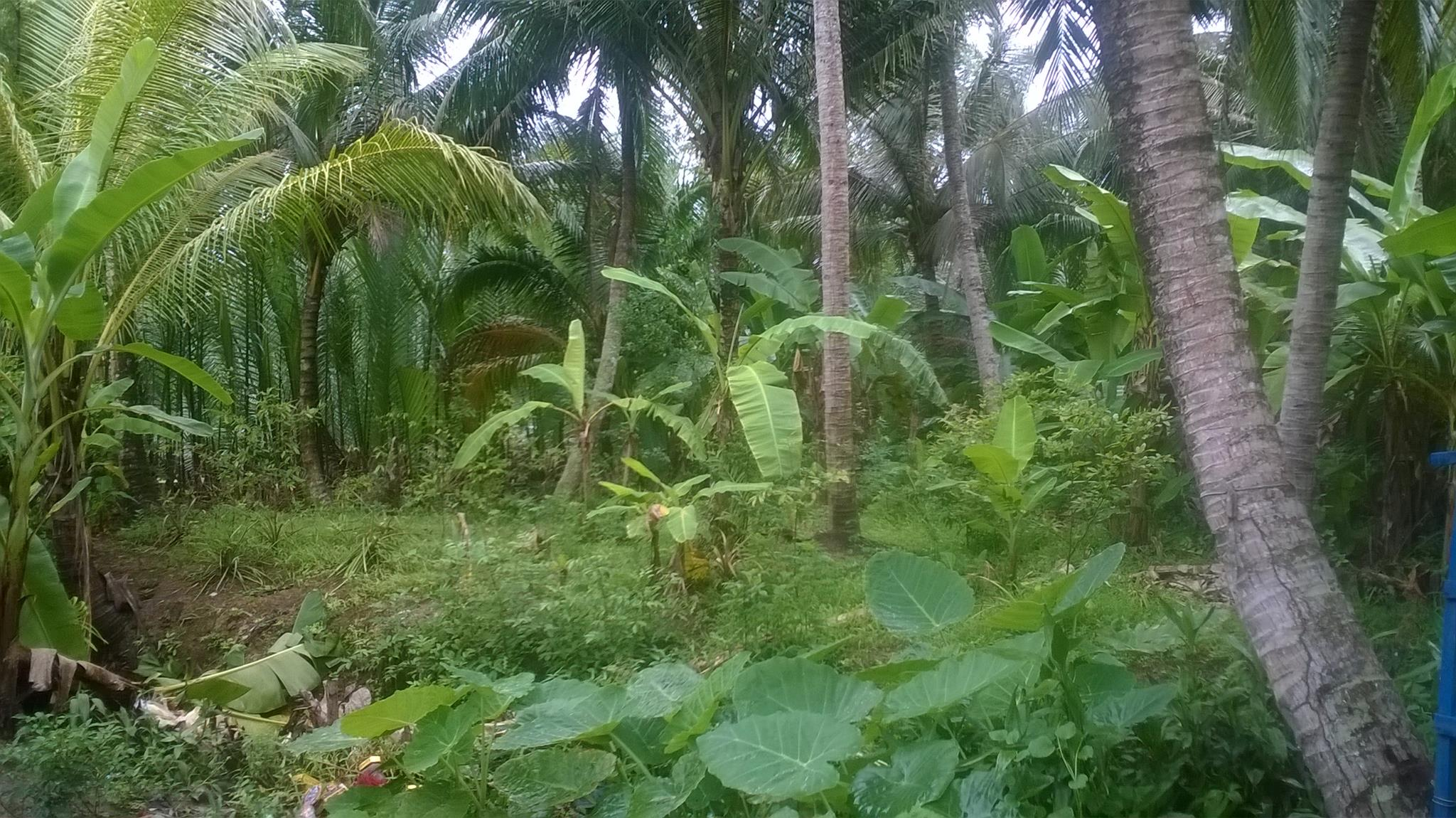
Vườn dừa ở xã Hưng Nhượng đặc trưng ở nơi đây

### Làng nghề truyền thống
Đến đây, bạn sẽ bắt gặp một số làng nghề truyền thống của huyện Giồng Trôm. Ắt hẳn bạn đã nghe nhắc đến Bánh Tráng Mỹ Lồng - Bánh Phồng Sơn Đốc, Mỹ Lồng ở đây là một tên gọi khác của xã Mỹ Thạnh thuộc huyện Giồng Trôm - nơi đây được biết đến một phần nhờ vào nghề tráng bánh. Sơn Đốc là tên gọi khác của xã Hưng Nhượng từ xưa, và nay được đặt tên cho chợ của xã Hưng Nhượng. Theo sách sử ghi lại, chợ Sơn Đốc là nơi mà quân Tây Sơn đã từng đóng quân lúc truy đuổi nhà Nguyễn Ánh.

### Y tế
Bệnh viện đa khoa huyện và hệ thống trạm y tế được đầu tư xây mới đáp ứng được yêu cầu chăm sóc sức khỏe của người dân.

### Giáo dục
Hệ thống trường, cơ sở y tế được nâng cấp, sửa chữa và xây mới khang trang đáp ứng yêu cầu dạy, học và khám chữa bệnh. Huyện có 4 trường trung học phổ thông: Phan Văn Trị, Nguyễn Ngọc Thăng, Nguyễn Thị Định và Nguyễn Trãi.

## Văn hóa - du lịch
Hiện nay trên địa bàn huyện có:
4 di tích lịch sử văn hóa cấp quốc gia: 
- Mộ và đền thờ Lãnh Binh Nguyễn Ngọc Thăng: tọa lạc tại ấp Căn Cứ, xã Mỹ Thạnh.
- Các chứng tích về cuộc thảm sát 286 người dân vô tội do thực dân Pháp tiến hành năm 1947: tọa lạc ấp Cầu Hòa, xã Phong Nẫm.
- Di tích kiến trúc nghệ thuật Đình Bình Hòa: tọa lạc ấp 5, thị trấn Giồng Trôm.
- Ngôi nhà Ông Nguyễn Văn Trác (nơi ở và làm việc của đồng chí Lê Duẩn tháng 11/1955 – 3/1956): tọa lạc ấp Cái Da, xã Hưng Lễ.

5 di tích lịch sử văn hóa cấp tỉnh: 
- Trường Trung học Tư thục Bình Hòa: tọa lạc ấp 5, thị trấn Giồng Trôm (trường nơi đào tạo nhân tài của tỉnh).
- Đền thờ Trung tướng Đồng Văn Cống: tọa lạc ấp Tân Thị, xã Tân Hào.
- Đền thờ nhà thơ Phan Văn Trị: tọa lạc ấp 1, xã Thạnh Phú Đông.
- Đền thờ cụ Tán Kế – Lê Quang Quan: tọa lạc tại xã Châu Hòa.
- Đền thờ tộc Trương Tấn: toạ lặc tại ấp 3, xã Hưng Nhượng, là gia tộc của danh nhân Trương Tấn Bửu[6]

## Danh nhân
Nhà thơ Phan Văn Trị (1830 - 1910), tại thôn Hưng Thạnh, huyện Bảo An, phủ Hoằng An, trấn Vĩnh Thanh (nay là xã Thạnh Phú Đông)
Trung tướng Đồng Văn Cống (1918 - 2005), xã Tân Hào, Anh hùng lực lượng vũ trang nhân dân, Nguyên Tư lệnh Quân khu 7, 8, 9.
Thiếu tướng Nguyễn Thị Định (1920 - 1992), xã Lương Hoà, là nữ tướng đầu tiên của Quân đội NDVN, Nguyên Bí thư Tỉnh uỷ Bến Tre, Nguyên Phó Chủ tịch Hội đồng nhà nước (tương đương Phó Chủ tịch nước), Nguyên Chủ tịch Hội liên hiệp phụ nữ Việt Nam. Bác Hồ từng nói: "Phó Tổng tư lệnh Quân giải phóng miền Nam là cô Nguyễn Thị Định, cả thế giới chỉ nước ta có vị tướng quân gái như vậy. Thật vẻ vang cho cả miền Nam, cho cả dân tộc ta"
Trương Vĩnh Trọng (1942 - 2021), xã Bình Hoà, Ủy viên Bộ Chính trị khoá X, Phó Thủ tướng Chính phủ (2006 - 2011), Trưởng Ban Nội chính Trung ương (2001 - 2007)
Trung tướng Võ Viết Thanh, sinh năm 1943, tại xã Lương Phú, Nguyên Chủ tịch Ủy ban nhân dân Thành phố Hồ Chí Minh, Nguyên Thứ trưởng Bộ Nội vụ (Bộ Công an hiện nay)
Đại tướng Lê Văn Dũng, sinh năm 1945 tại xã Phong Nẫm, Bí thư Trung ương Đảng (2001 - 2011), Chủ nhiệm Tổng cục Chính trị Quân đội NDVN (2001 - 2011), Tổng Tham mưu Trưởng Quân đội NDVN (1998 - 2001)
Nguyễn Thị Kim Ngân, sinh năm 1954 tại xã Châu Hoà, Ủy viên Bộ Chính trị khoá XI (từ năm 2013), XII, Chủ tịch Quốc hội (2016 - 2021), Bộ trưởng Bộ Lao động Thương Binh và Xã hội (2007 - 2011). Bà là nữ Chủ tịch Quốc hội đầu tiên của Việt Nam.
Võ Thành Hạo, sinh năm 1959 tại xã Tân Lợi Thạnh, Nguyên Bí thư Tỉnh uỷ Bến Tre (2015 - 2019)
Trung tướng Huỳnh Chiến Thắng, sinh năm 1965 tại xã Tân Thanh, Phó Tổng tham mưu Trưởng Quân đội NDVN, Nguyên Chính uỷ Quân khu 9, Ủy viên Trung ương Đảng khoá XII, XIII
Phan Văn Mãi, sinh năm 1973 tại xã Thạnh Phú Đông, Ủy viên Trung ương Đảng khoá XII (dự khuyết), XIII, Bí thư Tỉnh uỷ Bến Tre, Chủ tịch HĐND tỉnh Bến Tre (từ năm 2019), Bí thư Thường trực Trung ương Đoàn (2011 - 2014)